# Automolus infuscatus
Automolus infuscatus là một loài chim trong họ Furnariidae.